# Wybory parlamentarne w Estonii w 2023 roku
Wybory parlamentarne w Estonii w 2023 roku zostały przeprowadzone 5 marca. Estończycy wybrali 101 posłów do Zgromadzenia Państwowego (Riigikogu XV kadencji).
Wybory zakończyły się zwycięstwem rządzącej liberalnej Estońskiej Partii Reform, która uzyskała 31,2% głosów. Pięcioprocentowy próg wyborczy przekroczyło jeszcze pięć ugrupowań. Frekwencja wyniosła 63,7% i była najwyższa w historii kraju.

## Wyniki wyborów
| Lista wyborcza                       | Głosy   | %     | Mandaty | Zmiana |
| ------------------------------------ | ------- | ----- | ------- | ------ |
| Estońska Partia Reform               | 190 632 | 31,24 | 37      | +3     |
| Estońska Konserwatywna Partia Ludowa | 97 966  | 16,05 | 17      | –2     |
| Estońska Partia Centrum              | 93 254  | 15,28 | 16      | -10    |
| Estonia 200                          | 81 329  | 13,33 | 14      | +14    |
| Partia Socjaldemokratyczna           | 56 584  | 9,27  | 9       | –1     |
| Isamaa                               | 50 118  | 8,21  | 8       | –4     |
| Estońska Zjednoczona Partia Lewicy   | 14 605  | 2,39  | 0       | 0      |
| Erakond Parempoolsed                 | 14 037  | 2,30  | 0       | 0      |
| Estońska Partia Zielonych            | 5 886   | 0,96  | 0       | 0      |
| Kandydaci niezależni                 | 5 888   | 0,96  | 0       | 0      |
| Razem                                | 610 299 | 100   | 101     | –      |